# Mokrjanka
Mokrjanka (ryska: Мокрянка) är ett vattendrag i Belarus.   Det ligger i voblasten Mahiljoŭs voblast, i den östra delen av landet, 180 km öster om huvudstaden Minsk.
Omgivningarna runt Mokrjanka är en mosaik av jordbruksmark och naturlig växtlighet. Runt Mokrjanka är det glesbefolkat, med 17 invånare per kvadratkilometer.